# Euantha pulchra
Euantha pulchra är en tvåvingeart som beskrevs av Wulp 1891. Euantha pulchra ingår i släktet Euantha och familjen parasitflugor. Inga underarter finns listade i Catalogue of Life.